# Valeriu Bulgari
Valeriu Bulgari (n. 1956, satul Larga, raionul Briceni) este un om politic din Republica Moldova, care a deținut funcția de ministru al agriculturii.

## Biografie
Valeriu Bulgari s-a născut în anul 1956 în satul Larga din raionul Briceni. A absolvit cursurile Academiei agricole "Timireazev" din Moscova.
A lucrat apoi ca președinte al colhozului "Drapelul Rosu" din Briceni (1982-1987). Intră în activitatea politică, îndeplinind funcția de șef de secție la Comitetul raional al Partidului Comunist din raionul Briceni, apoi din 1988 pe cea de președinte al executivului raional Briceni. În anul 1994 a fost ales deputat pe listele Partidului Democrat Agrar din Moldova (PDAM).
În cabinetul Sangheli a fost viceprim-ministru. A candidat, la alegerile din 1998, pe listele Blocului pentru o Moldovă Democratică și Prosperă. Între anii 1998-1999 a fost ministru al Agriculturii, alimentației și silviculturii.